# Somalia francese
La Somalia francese fu un possedimento dell'impero coloniale francese situato nella regione del Corno d'Africa; istituito come colonia nel 1896 con il nome Costa francese dei somali (in francese Côte française des Somalis), divenne un territorio d'oltremare della Francia nel 1946 assumendo poi il nome di Territorio francese degli Afar e degli Issa (in francese Territoire français des Afars et des Issas) nel 1967.
Il territorio ottenne l'indipendenza dalla Francia il 27 giugno 1977, divenendo il moderno Stato del Gibuti.